# Duhnemühle
Die Duhnemühle ist eine Wassermühle in Negenborn im Landkreis Holzminden in Niedersachsen.
Im Hochmittelalter war das Anwesen im Besitz der Grafen von Everstein und fiel anschließend an das Kloster Amelungsborn. Später wurde die Mühle zerstört, aber im 18. Jahrhundert wieder aufgebaut. Das Dach ist mit Sollingplatten eingedeckt. Der Name kommt von dem wüst gefallenen Nachbarort Dune. Über der Tür befindet sich das Wappen C des früheren braunschweigischen Besitzers.
1906 geriet die Mühle in die Schlagzeilen, als das Mehl nach unsachgemäßer Mühlsteinreparatur mit Blei verunreinigt wurde.
Die Mühle steht unter Denkmalschutz und liegt an der Niedersächsischen Mühlenstraße.